# 826 Henrika
826 Henrika este un asteroid din centura principală, descoperit pe 28 aprilie 1916, de Max Wolf.